# ریدینو
ریدینو (به بلغاری: Ridino) یک منطقهٔ مسکونی در بلغارستان است که در شهرستان ژبل واقع شده‌است.